# Odugligsjön, Jämtland
Odugligsjön är en sjö i Strömsunds kommun i Jämtland och ingår i Ångermanälvens huvudavrinningsområde. Sjön har en area på 0,379 kvadratkilometer och ligger 424,3 meter över havet. Sjön avvattnas av vattendraget Abborrvattenån.

## Delavrinningsområde
Odugligsjön ingår i det delavrinningsområde (713231-145537) som SMHI kallar för Inloppet i Abborrvattnet. Medelhöjden är 460 meter över havet och ytan är 13,59 kvadratkilometer. Det finns inga avrinningsområden uppströms utan avrinningsområdet är högsta punkten. Abborrvattenån som avvattnar avrinningsområdet har biflödesordning 4, vilket innebär att vattnet flödar genom totalt 4 vattendrag innan det når havet efter 261 kilometer. Avrinningsområdet består mestadels av skog (81 procent). Avrinningsområdet har 1,02 kvadratkilometer vattenytor vilket ger det en sjöprocent på 7,5 procent.